# Illinois Tool Works
Illinois Tool Works Inc. (ITW) er en amerikansk producent af fastgøringselementer, komponenter, udstyr og systemer. Virksomheden blev stiftet i 1912 af Byron L. Smith
I dag er der 45.000 ansatte fordelt på 100 datterselskaber i 53 lande. De har hovedkvarter i Glenview, Illinois ved Chicago.
Notable brands inkluderer Hobart, Miller Electric, Paslode, Foster Refrigerator og Brooks Instrument.